# Ambassade van de Verenigde Staten in Suriname
De ambassade van de Verenigde Staten in Suriname is gevestigd aan de Kristalstraat 165 in Paramaribo.
De Verenigde Staten zijn sinds de Surinaamse onafhankelijkheid op 25 november 1975 in Paramaribo vertegenwoordigd, met als eerste zaakgelastigde Robert L. Flanagin (geboren 1922). De ambassade bevond zich aan de Dr. Sophie Redmondstraat. Om veiligheidsredenen werd gekozen voor de bouw van een nieuw complex. Dit werd in oktober geopend aan de Kristalstraat in Paramaribo-Noord.
In 2017 kwam de ambassade in het nieuws vanwege een terreurdreiging. Hiervoor werden twee in Suriname woonachtige Nederlanders opgepakt en later het land uitgezet.

## Ambassadeur
De ambassadeur van de Verenigde Staten in Suriname is Robert Faucher (stand 2023).